# Georg Knorr
Georg Knorr (ur. 13 listopada 1859 we wsi Ruda, powiat Löbau w Prusach Zachodnich, zm. 15 kwietnia 1911 w Davos) – niemiecki inżynier kolejowy, wynalazca systemu zespolonego hamulca pneumatycznego.

## Życiorys
Urodził się jako syn Theodora Knorra, właściciela dóbr rycerskich i Malhildy z domu Schielke.
Studiował budowę maszyn w technikum w Einbeck i na politechnice w Brunszwiku. Po ukończonych studiach podjął pracę na kolei w dyrekcji w Krefeld. W 1884 przeszedł na stanowisko głównego inżyniera w biurze projektowym J. F. Carpentera. Ten amerykański wynalazca zaoferował projekt swoich dwukomorowych hamulców pneumatycznych kolejom pruskim, w miejsce jednokomorowych hamulców systemu Westinghouse i w 1883 udało mu się je wprowadzić do służby. Knorr współpracował ze swoim pracodawcą w tworzeniu fabryki hamulców w Britz pod Berlinem, gdy ten zdecydował się w 1889 zrezygnować z dotychczasowej produkcji elementów u podwykonawców. Ostatecznie Carpenter uzyskał dziesięcioletni kontrakt na kolejach pruskich, a ponadto dalsze kontrakty w Rosji, Norwegii i Hiszpanii.
Hamulce Carpentera po pewnym czasie ujawniły jednak swoje wady. Były wprawdzie tańsze od systemu Westinghouse i umożliwiały stopniowe zwalnianie zacisku, co przyczyniło się do ich pierwotnego sukcesu, cechowało je jednak także duże zużycie powietrza i długie czasy reakcji na rozkazy hamowania i odhamowania. W dodatku trudna była ich współpraca z hamulcami systemu Westinghouse, które pozostały w użyciu w kolejach państw sąsiednich, co powodowało problemy przy łączeniu taboru w ruchu międzynarodowym. W efekcie koleje pruskie nie odnowiły kontraktu z Carpenterem i po jego wygaśnięciu wróciły do systemu Westinghouse, przebudowując tabor.
W tej sytuacji Knorr zdołał w 1893 przejąć własność firmy swojego dotychczasowego pracodawcy. Rok później poślubił w Gdańsku Ellę von Stojentin. W 1900 roku opracował własny pneumatyczny szybki hamulec jednokomorowy systemu Knorra. Odniósł on sukces i został w 1905 przyjęty na wszystkich kolejach niemieckich, jego produkcję zaś przeniesiono do nowego zakładu w Boxhagen-Rummelsburg (Berlin-Lichtenberg). W tymże roku, po kilku przejęciach w branży, powstało przedsiębiorstwo Knorr-Bremse GmbH, po kilku dalszych fuzjach przekształcone w 1911 w spółkę akcyjną Knorr-Bremse AG. To ostatnie wydarzenie nastąpiło w kilka miesięcy po śmierci Georga Knorra, który został pochowany na cmentarzu w Karlshorst koło Berlina.
Spółka akcyjna Knorr-Bremse AG istniała nadal w 2020 roku.